# Capo Speranza

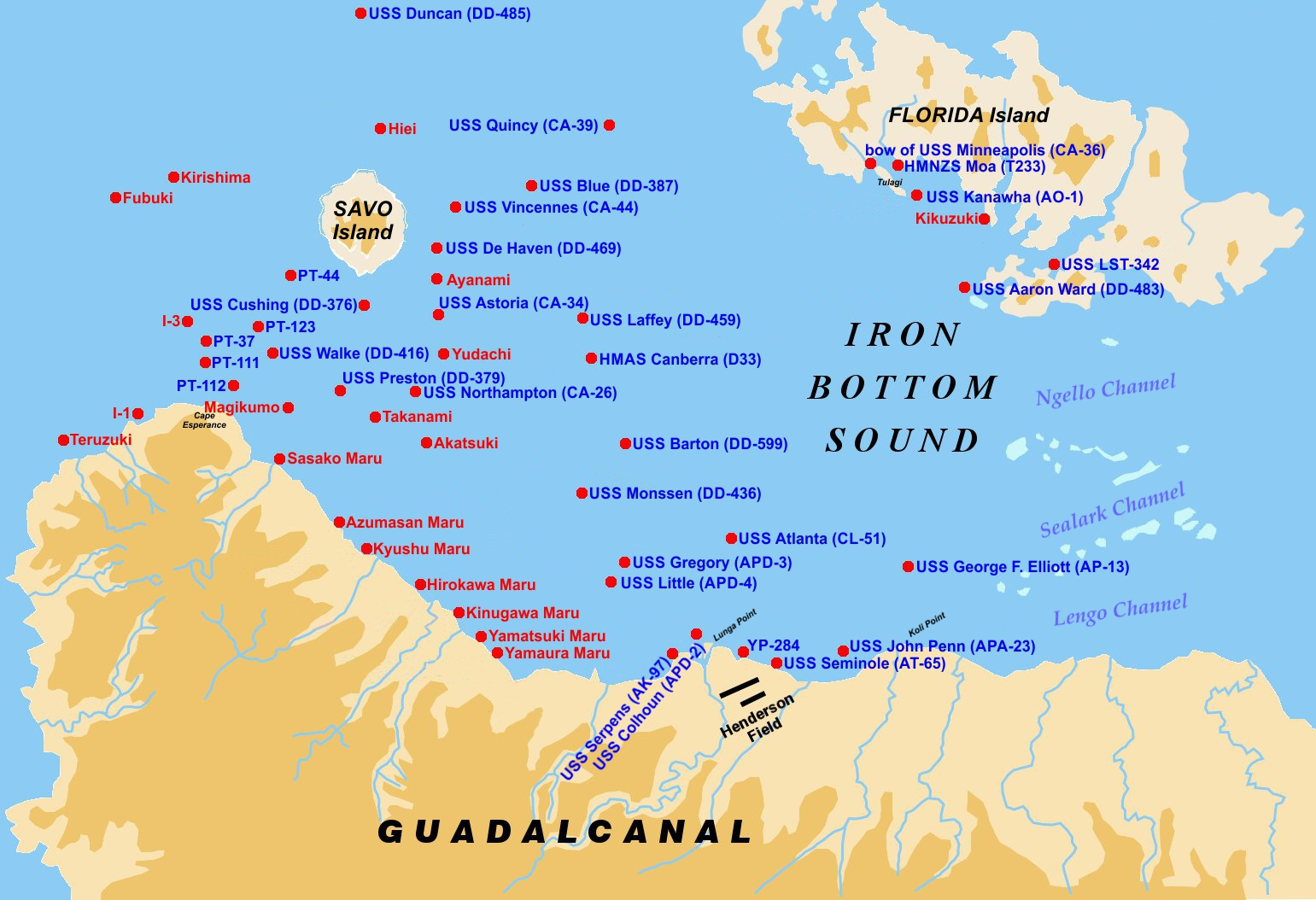
Mappa delle navi affondate nei pressi di Capo Speranza e del Canale dell'Isola di Savo

Capo Speranza (in inglese Cape Esperance) è il punto più a nord di Guadalcanal, nelle Isole Salomone.
Capo Speranza si trova all'imboccatura nord dello canale dell'Isola di Savo.
La battaglia di Capo Speranza, una tra le più importanti battaglie navali della campagna di Guadalcanal, prende il nome da questo capo. Nel 1943, Capo Speranza fu il luogo da cui si ritirarono gli ultimi soldati giapponesi, dopo sei mesi di resistenza alle truppe statunitensi.
| Controllo di autorità | VIAF (EN) 315530326 · LCCN (EN) sh91006130 · J9U (EN, HE) 987007541818605171 |